# بخش رودز
بخش رودز (به فرانسوی: Arrondissement de Rodez) یک بخش در فرانسه است که در آویرون واقع شده‌است.